# 鹿児島県道241号大山開聞線
鹿児島県道241号大山開聞線（かごしまけんどう241ごう おおやまかいもんせん）は、鹿児島県指宿市を通る一般県道である。

## 概要
起点が大山でないのは、国道226号山川バイパスの完成に伴ってその一部区間が県道241号に格下げされたからである。

### 路線データ
- 起点：鹿児島県指宿市山川小川（指宿市山川小川交差点、国道226号交点）
- 終点：鹿児島県指宿市開聞十町（枚聞神社前交差点、鹿児島県道28号岩本開聞線交点）

## 地理

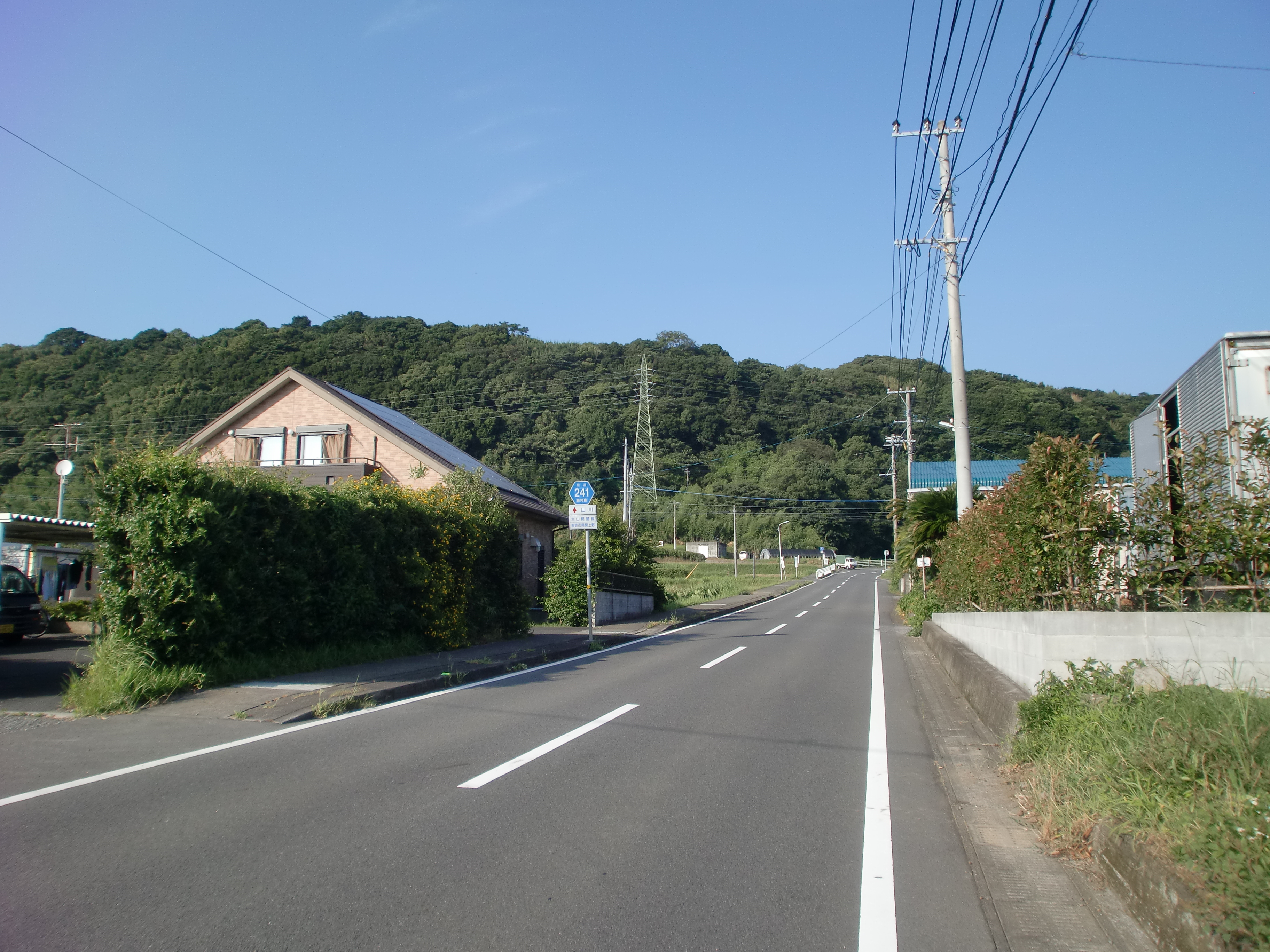
開聞上野から起点方向を望む

### 通過する自治体
- 指宿市

### 交差する道路
| 交差する道路             | 交差する場所 | 交差する場所                |
| ------------------------ | ------------ | --------------------------- |
| 国道226号                | 山川小川     | 指宿市山川小川交差点 / 起点 |
| 鹿児島県道28号岩本開聞線 | 開聞十町     | 枚聞神社前交差点 / 終点     |

### 沿線
- 指宿市立利永小学校（2021年閉校[1]）